# 1815 en ingénierie
Cet article présente les faits marquants de l'année 1815 en ingénierie.

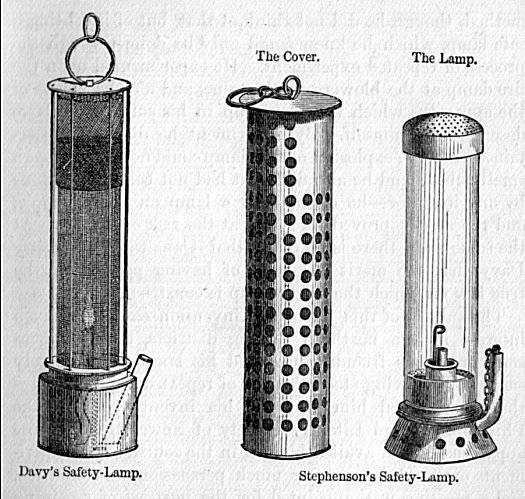
Lampes de sécurité inventées par George Stephenson et Humphry Davy en 1815.

## Évènements
- 14 septembre : Johann Nepomuk Mälzel fait breveter le métronome[1].

- 21 octobre : une lampe de sécurité inventée par George Stephenson pour une utilisation dans les mines, connue parmi les mineurs sous le nom de Geordie lamp (en) est essayée pour la première fois dans la mine de charbon de Killingworth (en)[2].

## Décès
- 24 février : Robert Fulton (né en 1765), ingénieur américain.